# ラファイエット級フリゲート
ラファイエット級フリゲート（フランス語: Fregates type La Fayette）は、フランス海軍のフリゲートの艦級。計画名は軽フリゲート（Fregates Legeres）であったが、ネームシップが進水した1992年からは現在の艦級名で呼ばれるようになった。

## 設計
本級の特徴は、ステルス性にとくに留意して設計されたステルス艦であることにある。レーダー反射断面積（RCS）低減のため、上部構造物と船体には10度の傾斜が付されており、極力単純な平面で構成されている。また、上部構造物の相当部分がバルサ材を芯材としたサンドイッチ構造のガラス繊維強化プラスチック（GFRP）製とされているほか、レーダー波反射源となる搭載艇などは船体内に収容するか、開閉式のシャッターによって覆われている。これらの配慮によって、RCSは500トン級の哨戒艇と同程度に抑えられている。
船型としては長船首楼型、船体形状はディープV型が採用されており、艦尾には2つのスケグが設けられている。また、フィンスタビライザーも備えている。抗堪性確保のため、船体は11個の水密区画に区分されており、また、弾薬庫と戦闘指揮所には弾片防御のため装甲が施されているほか、NBC防護にも配慮されている。なお、将来の改装を考慮して、設計にはモジュラー化の手法が導入されている。
主機関としては、V型12気筒の高速ディーゼルエンジンであるSEMT ピルスティク 12 PA6 V280 STCを4基搭載して、CODAD方式で2軸の可変ピッチ・プロペラを駆動している。ディーゼルエンジンは振動・騒音が比較的大きいことから、水中放射雑音を低減するため、主機関は独立した防振台の上に架されている。また、プレーリー・マスカー・システムも備えている。

## 装備
本級は、「フリゲート」と称されてはいるが、EU域内における危機対処、および海外領土の防衛警備を主任務としており、水測装備・対潜兵器は備えていない。

### C4ISR
戦術情報処理装置としてはSENIT-7が搭載されたが、これはTAVITAC 2000のフランス海軍仕様であり、Vistaコンソール5基を備えていた。また2020年代に近代化改修の対象となった3隻ではSENIT FLFに換装されることになっているが、これは「シャルル・ド・ゴール」のSENIT 8のスケールダウン版である。
レーダーとしては、SバンドのDRBV-15を対空・対水上捜索用として後檣上に搭載するが、これはトムソン-CSF（現在のタレス・ネーデルラント）社のシー・タイガー Mk.2のフランス海軍仕様である。また、将来の近代化改装の際には、艦対空ミサイルの射撃指揮用も兼ねて、Xバンドの多機能レーダーであるアラベルを艦橋上に装備する計画もある。なおARBR-21電波探知装置はDR 3000-Sのフランス海軍仕様である。
上記の通り、ソナーは搭載されなかったが、後日装備する余地は確保された。その後、2020年代の近代化改修を受けた艦では、キングクリップMk.2が搭載されることになった。

### 武器システム
艦砲は、艦首甲板に55口径100mm単装速射砲を1基搭載する。これは、Mle.68 CADAMをもとにステルス化砲塔を採用したものであり、Mle.100TRとされることもある。弾薬は約600発を搭載できる。砲射撃指揮装置（GFCS）としては、艦橋上のカストールIIJが用いられる。
ミサイルは、個艦防空用としてクロタルCN2システムの8連装発射機をハンガー上に、また対艦兵器としてエグゾセ MM40艦対艦ミサイルを4連装発射機2基に収容して、後檣直前の中部甲板両舷に搭載している。また艦砲と艦橋構造物の間に、アスター15またはVL MICAを発射するためのシルヴァーVLSを後日装備する余地が確保されている。
また2020年代の近代化改修を受けた艦では、エグゾセをブロック3Cに更新するとともに、クロタル短SAMを撤去して、ジョルジュ・レイグ級駆逐艦の退役艦から転用したSADRAL近SAM発射機が2基搭載されることになった。これはクロタルよりも射程・弾頭重量では劣る一方、ミストラル3ミサイルを使用することでシースキマー対処が可能であり、また対水上射撃能力も備えている。また、SENIT FLF戦術情報処理装置とも統合されている。
上記の通り対潜兵器は備えていないが、魚雷発射管を後日装備する余地は確保されている。

### 搭載機・搭載艇
艦尾甲板にはヘリコプター甲板が設定されており、長さ30メートル×幅15メートルを確保した。ヘリコプター甲板には、着艦拘束装置として直径1.8メートルのグリッド板が、また、機体移送装置としてSAMAHEが備えられている。このグリッド板はハープーン・グリッド・システムの一部であり、ヘリコプターの側が備えているハープーンをここに差し込むことで機体を固定する仕組みである。これらの設備により、10トンまでのヘリコプターをシーステート5ないし6の海象状況まで運用可能とされている。なおNH90 NFH哨戒ヘリコプターの搭載・運用も可能だが、魚雷を収容できる弾薬スペースがないため、長期間の運用は困難である。
上部構造物中部両舷のレセス内に艦の搭載艇が1隻ずつ搭載されているほか、乗艦している特殊部隊用として、艦尾ドアから5メートル級複合艇を揚降することもできる。

## 同型艦

### 一覧表
| #     | 艦名                      | 起工            | 進水           | 就役            |
| ----- | ------------------------- | --------------- | -------------- | --------------- |
| F-710 | ラファイエット La Fayette | 1990年 12月15日 | 1992年 6月15日 | 1996年 3月22日  |
| F-711 | シュルクーフ Surcouf      | 1992年 7月6日   | 1993年 7月3日  | 1997年 2月7日   |
| F-712 | クールベ Courbet          | 1993年 9月15日  | 1994年 3月12日 | 1997年 4月1日   |
| F-713 | アコニト Aconit           | 1996年 8月6日   | 1997年 6月8日  | 1999年 6月6日   |
| F-714 | ゲプラット Guepratte      | 1998年 10月1日  | 1999年 3月3日  | 2001年 10月27日 |

これらのうち、「ラファイエット」「クールベ」「アコニト」の3隻は、近代化改修・艦齢延伸工事を受けて、2030年代初頭まで就役を継続することになっている。最初に改修された「クールベ」は2021年9月13日に艦隊に復帰しており、また2番めに改修される「ラファイエット」は2022年夏、3番めに改修される「アコニト」は2023年までに艦隊に復帰する予定である。

### 輸出型
派生型の輸出も積極的で、台湾海軍やサウジアラビア海軍、シンガポール海軍に採用、輸出されている。これらはいずれも艦本体にソナーと魚雷発射管を装備して対潜戦能力を付与すると共に、主砲の76mm単装速射砲へ換装したほか、下記のような特徴がある。
 中華民国海軍 - 康定級（6隻）
1996年就役開始。近接目標に対処するため機関砲を増設しているが、主砲も含めて非ステルス化シールドを採用しているため、RCSは原型艦より増大していると考えられている。艦対艦ミサイルは同国海軍で標準の雄風II型に変更された。
なお、艦対空ミサイルとしては、原型艦のクロタルよりも性能が低いシーチャパラルを搭載しているが、これは、今後国産の新型ミサイルに換装される計画がある。
 サウジアラビア海軍 - アル・リヤド級（3隻）
2003年就役開始。アラベル多機能レーダーとアスター15艦対空ミサイルにより防空火力を強化した一方で対潜用に533mm魚雷発射管を装備している。また、本級より、76mm単装速射砲にステルス化シールドが導入された。
 シンガポール海軍 - フォーミダブル級（6隻）
2007年就役開始。ヘラクレス多機能レーダーとアスター30艦対空ミサイルにより防空火力を強化している。艦対艦ミサイルは同国海軍で標準のハープーンに変更されており、また、主機関もMTUフリードリヒスハーフェン社製のものに変更されている。